# Anopheles evansae
Anopheles evansae este o specie de țânțari din genul Anopheles, descrisă de Juan Brèthes în anul 1926. Conform Catalogue of Life specia Anopheles evansae nu are subspecii cunoscute.